# Kolej krzesełkowa na Tobołów
Kolej krzesełkowa na Tobołów – całoroczna kolej krzesełkowa z krzesełkami 1-osobowymi, z Koninek na Tobołów w Gorcach. Przebiega przez teren Gorczańskiego Parku Narodowego. Funkcjonuje w ramach Stacji Narciarskiej Koninki. Kolej wyprodukował Mostostal Kraków, a jej operatorem jest Ostoja Górska Koninki.

## Historia
W latach 70. XX wieku w dolinie Potoku Olszowego, na krańcu wsi Koninki, w pobliżu Polany Hucisko (650 m n.p.m.) wybudowano ośrodek wczasowy Huty Lenina. Przy ośrodku oddano do użytku w 1982 ośrodek narciarski z koleją krzesełkową na Tobołów i czterema wyciągami orczykowymi.

## Dane techniczne
| Kolej krzesełkowa                     | na Tobołów           |
| ------------------------------------- | -------------------- |
| Długość trasy [m]                     | 1155                 |
| Poziom stacji dolnej [m n.p.m.]       | 659                  |
| Poziom stacji górnej [m n.p.m.]       | 967                  |
| Różnica poziomów [m]                  | 308                  |
| Podpory trasowe                       | 17                   |
| Typ krzesełek                         | 1-osobowe            |
| Liczba krzesełek                      | 146 (pierwotnie 160) |
| Zdolność przewozowa [osób na godzinę] | 530                  |

## Galeria

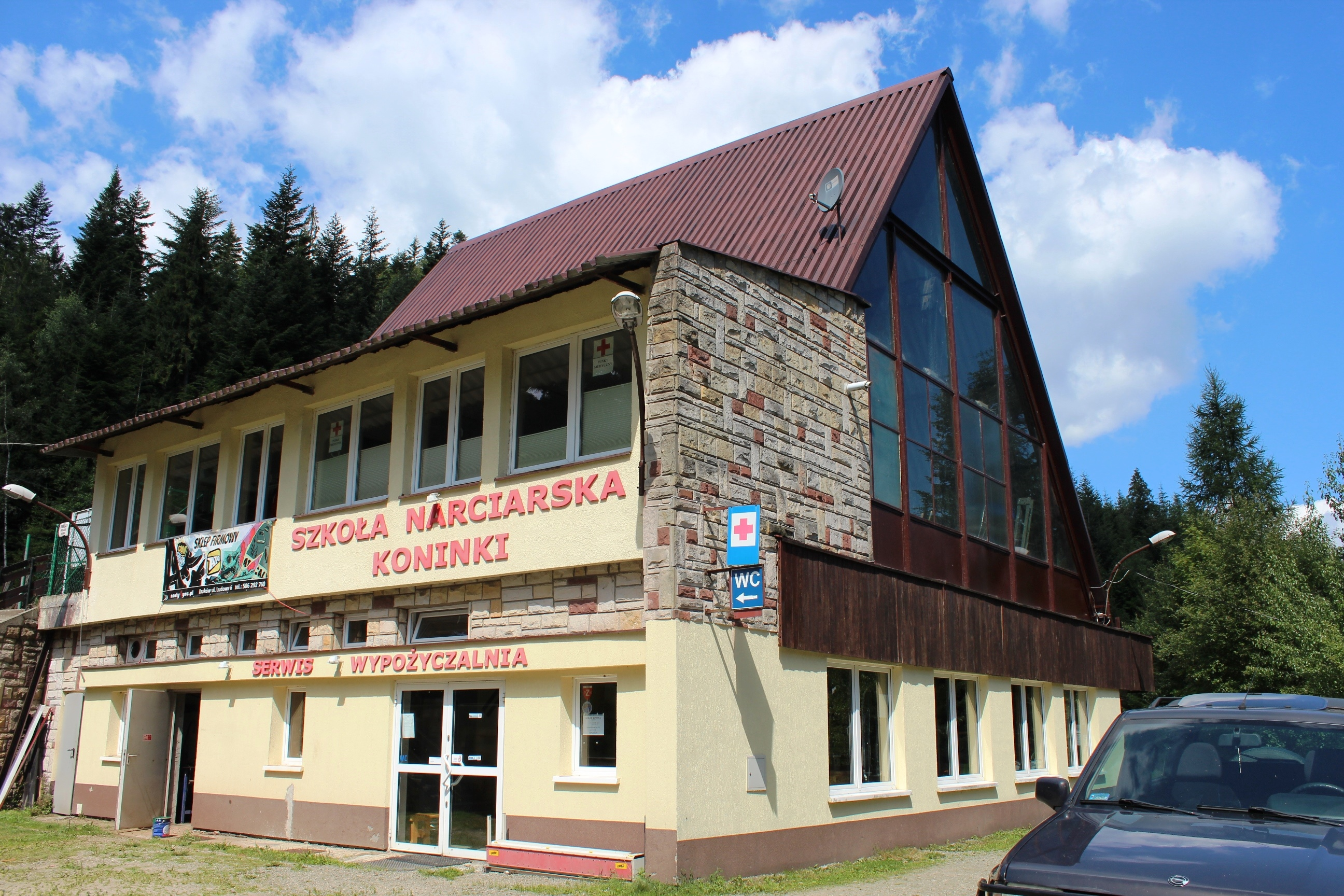
Budynek dolnej stacji
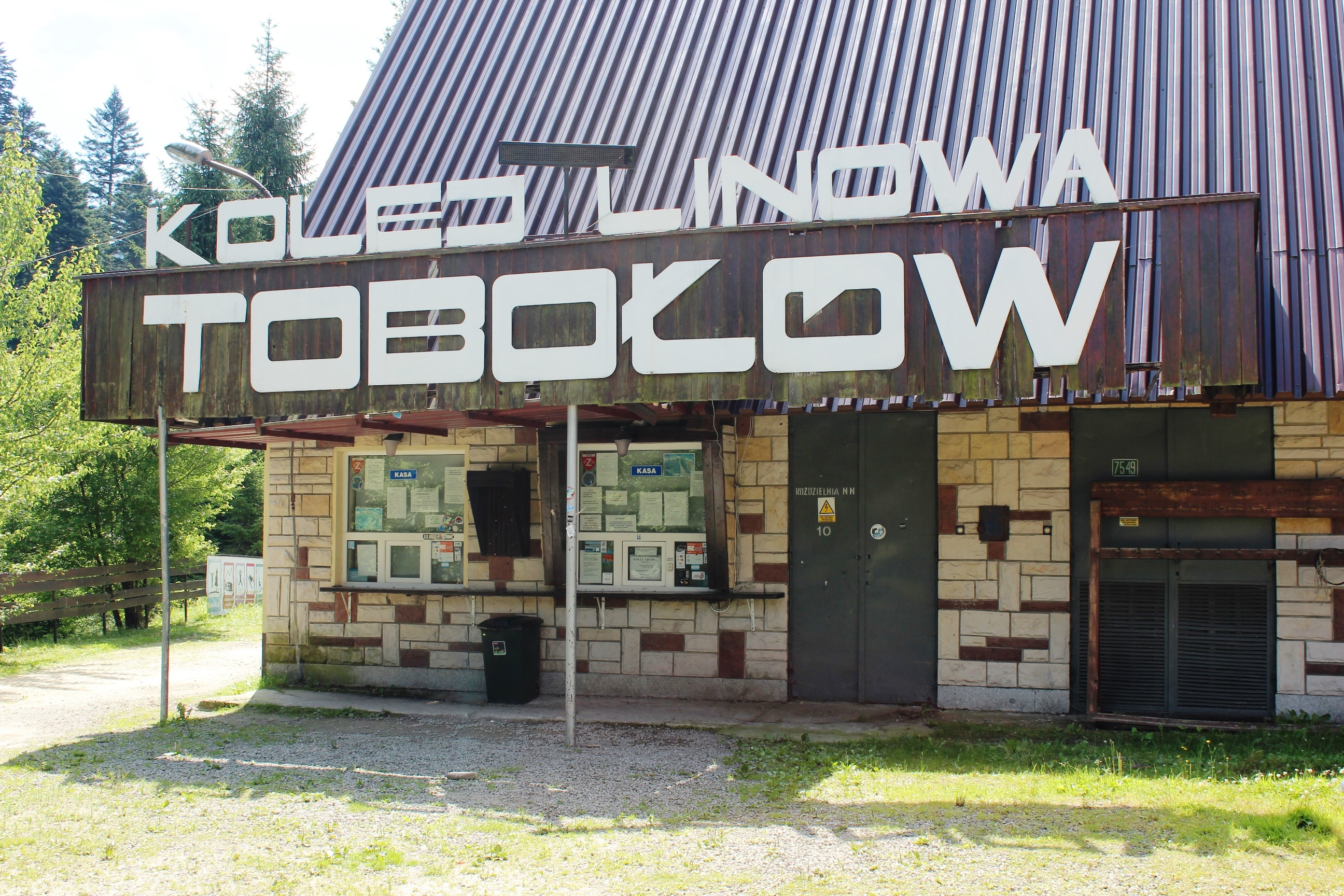
Kasy biletowe w budynku dolnej stacji
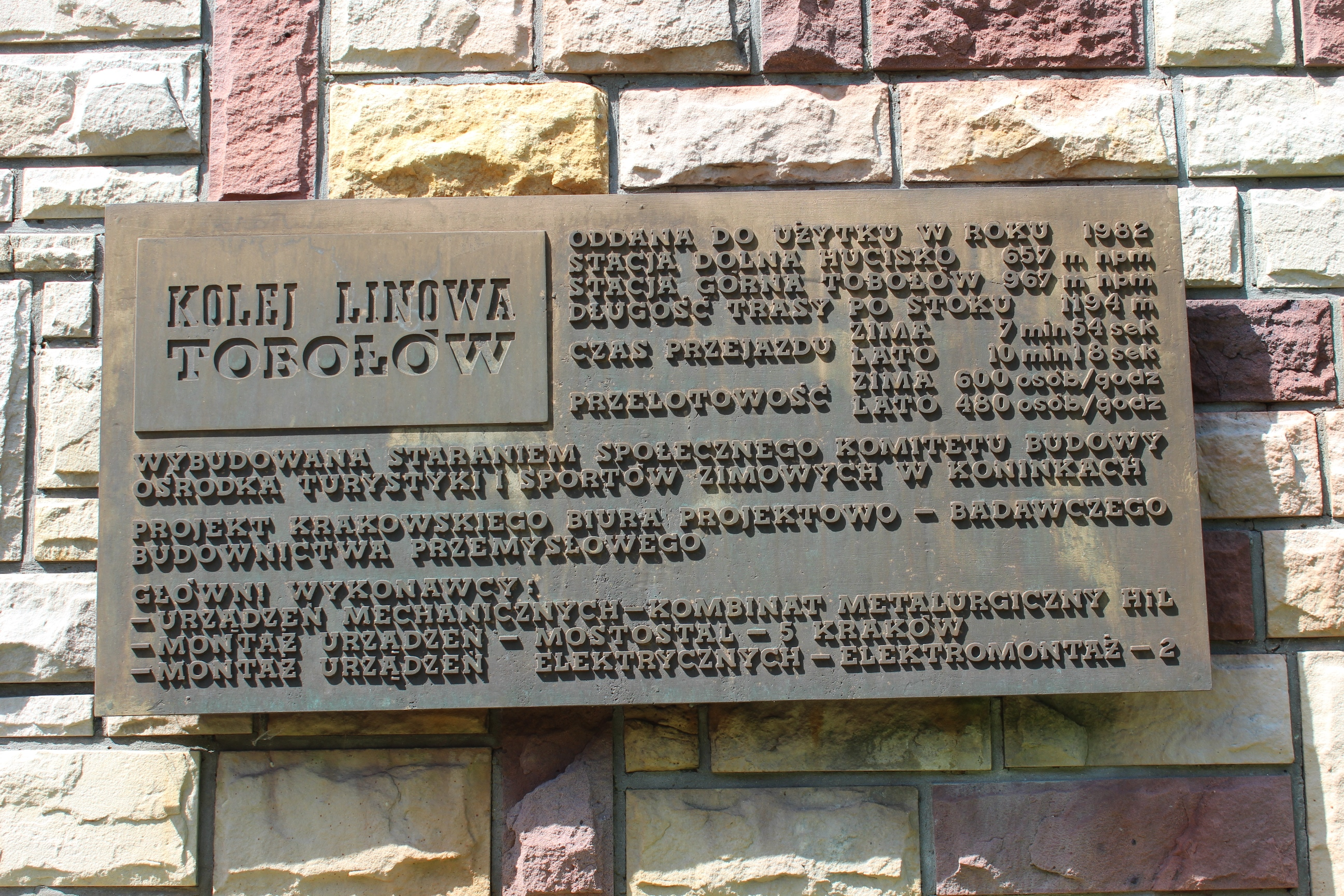
Tablica pamiątkowa na dolnej stacji
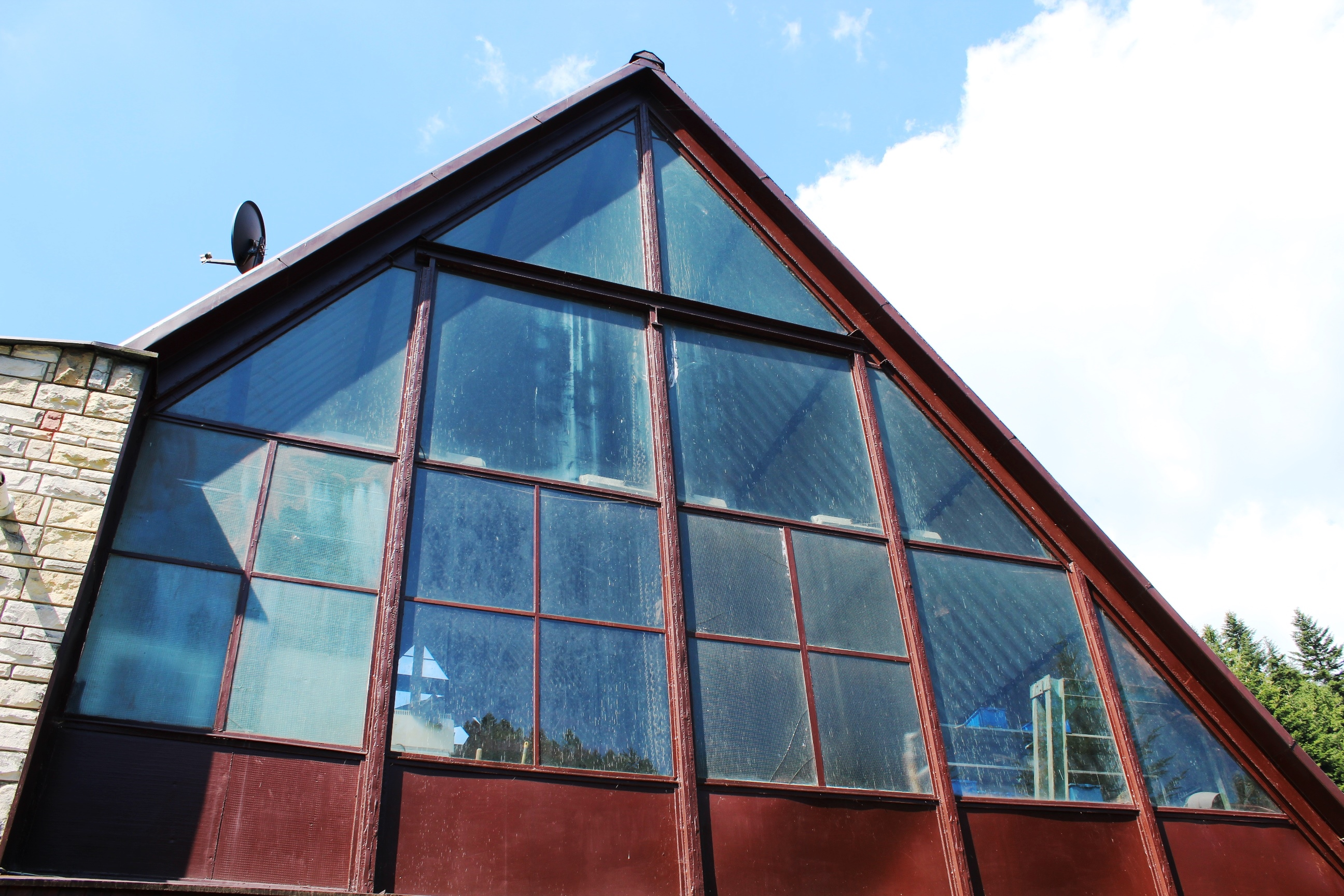
Hala maszynowni
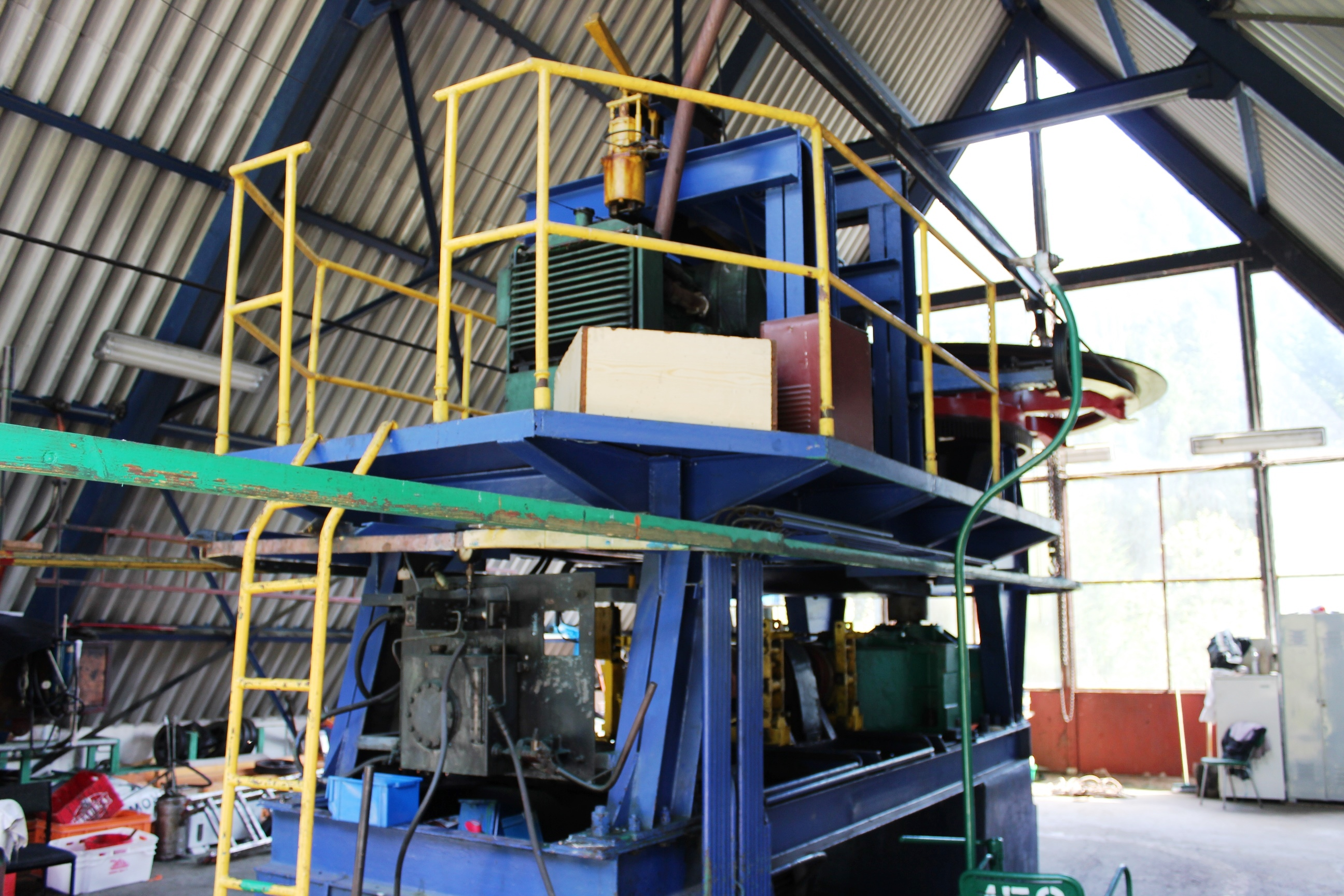
Wnętrze maszynowni
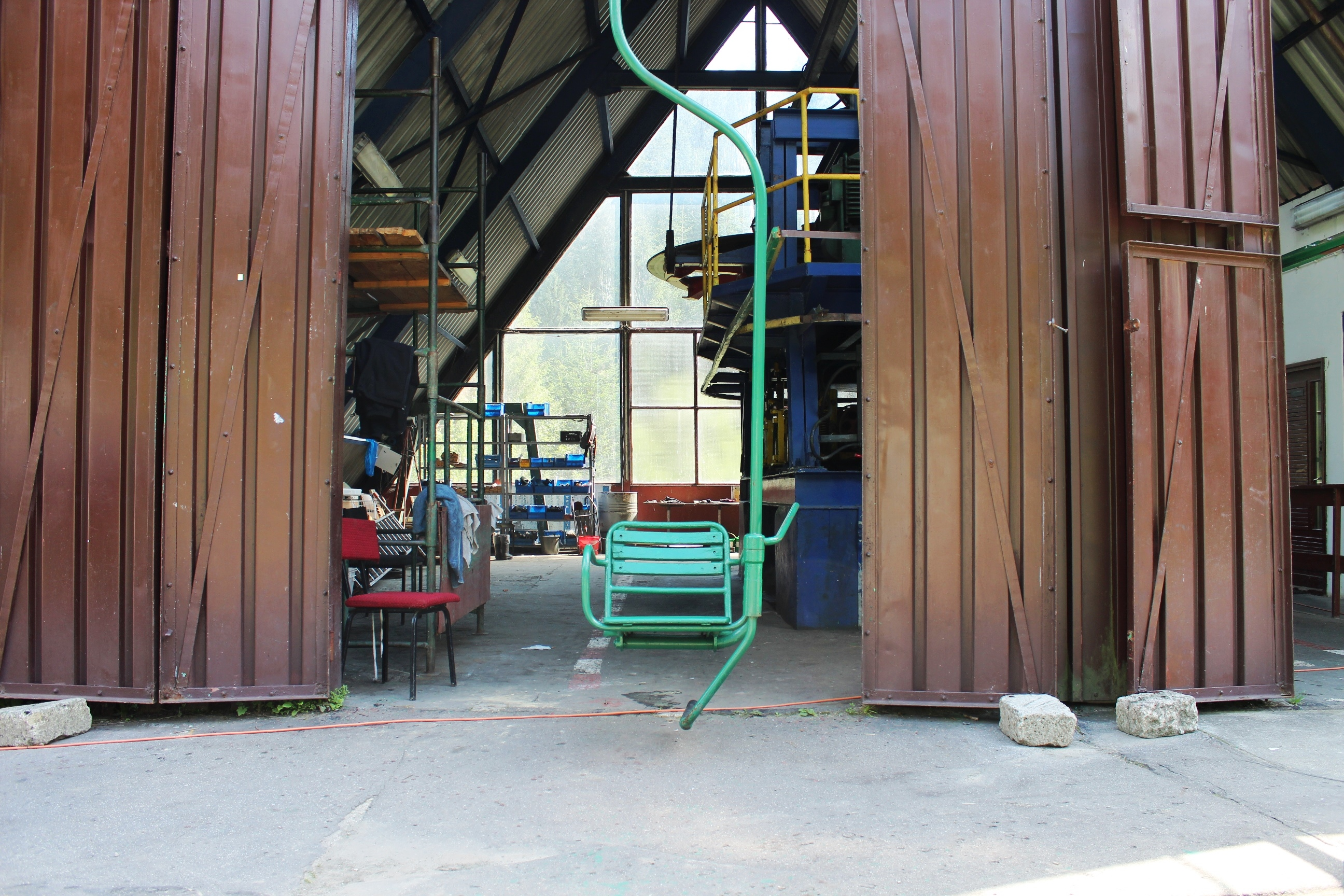
Drzwi do maszynowni
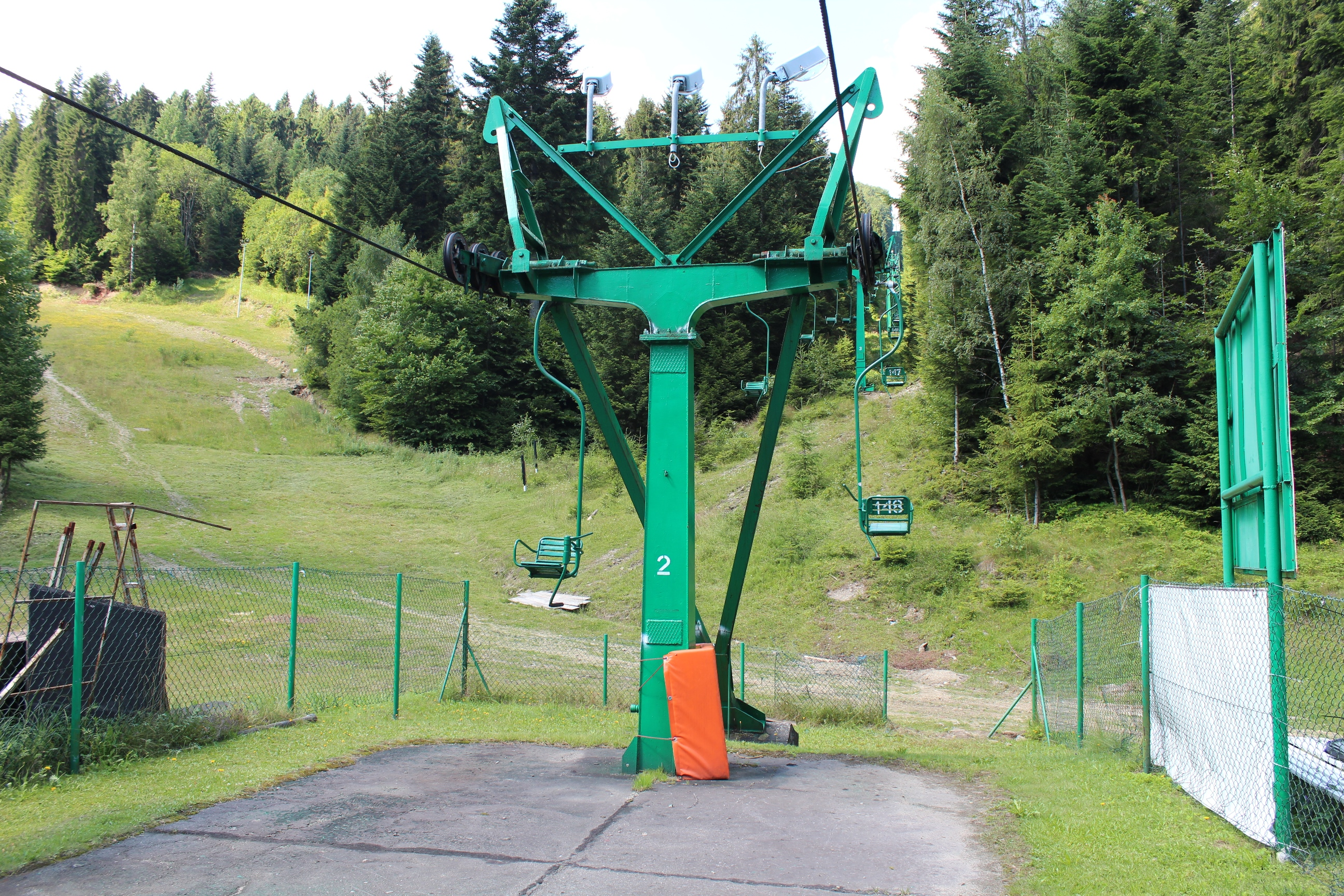
Peron na dolnej stacji
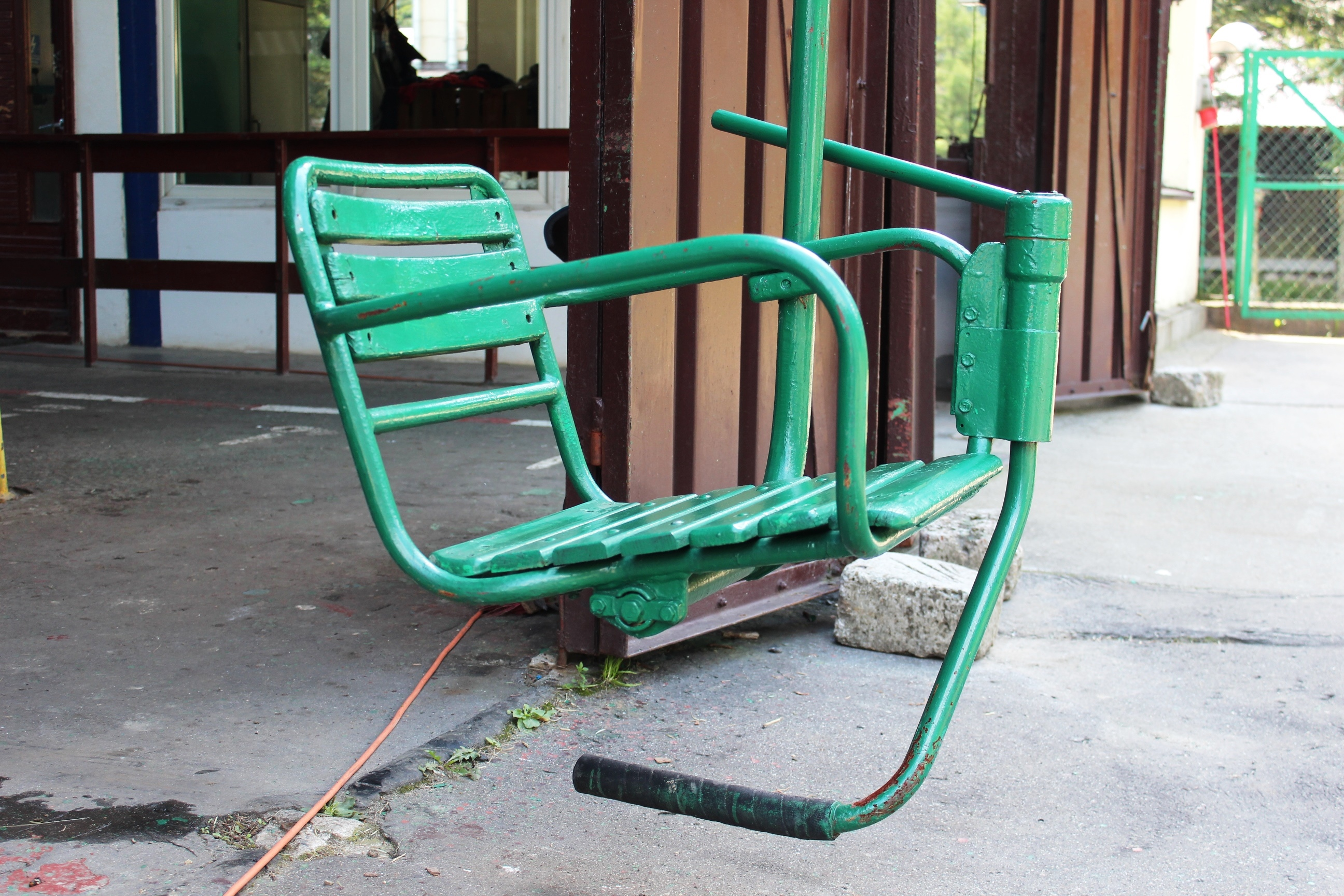
Jednoosobowe krzesełko
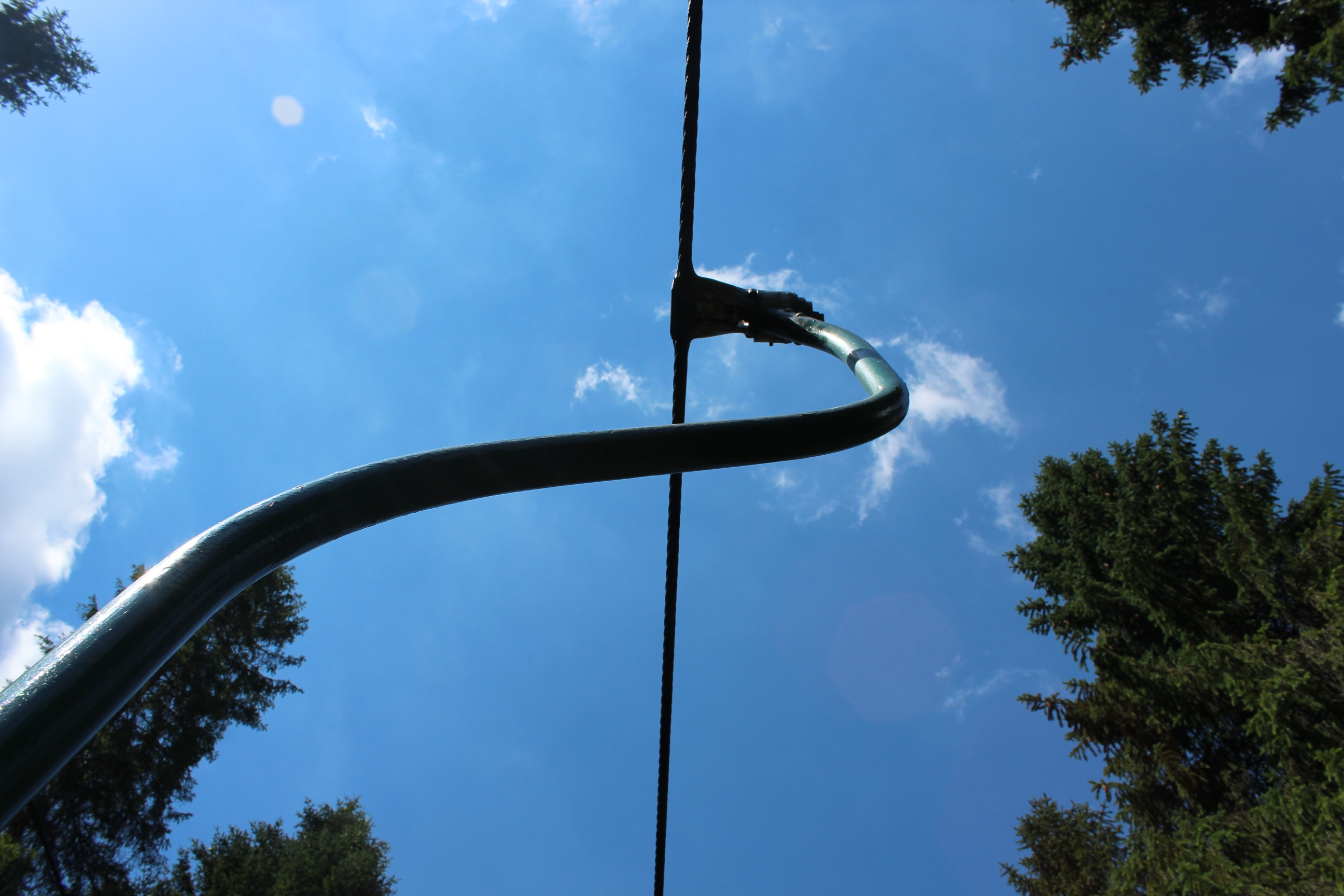
Sposób mocowania krzesełka do liny nośnej
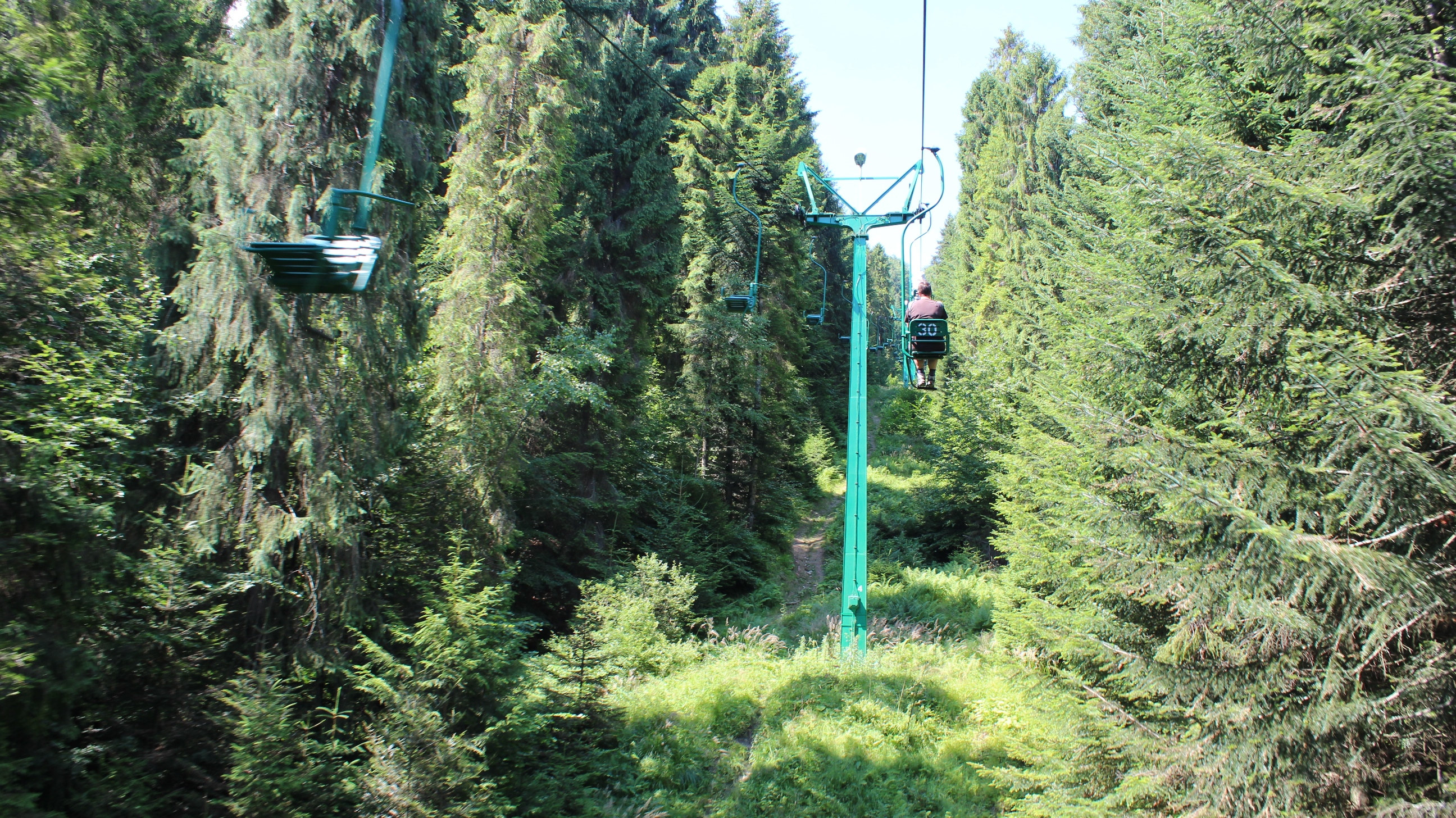
Przejazd w środkowym odcinku kolei
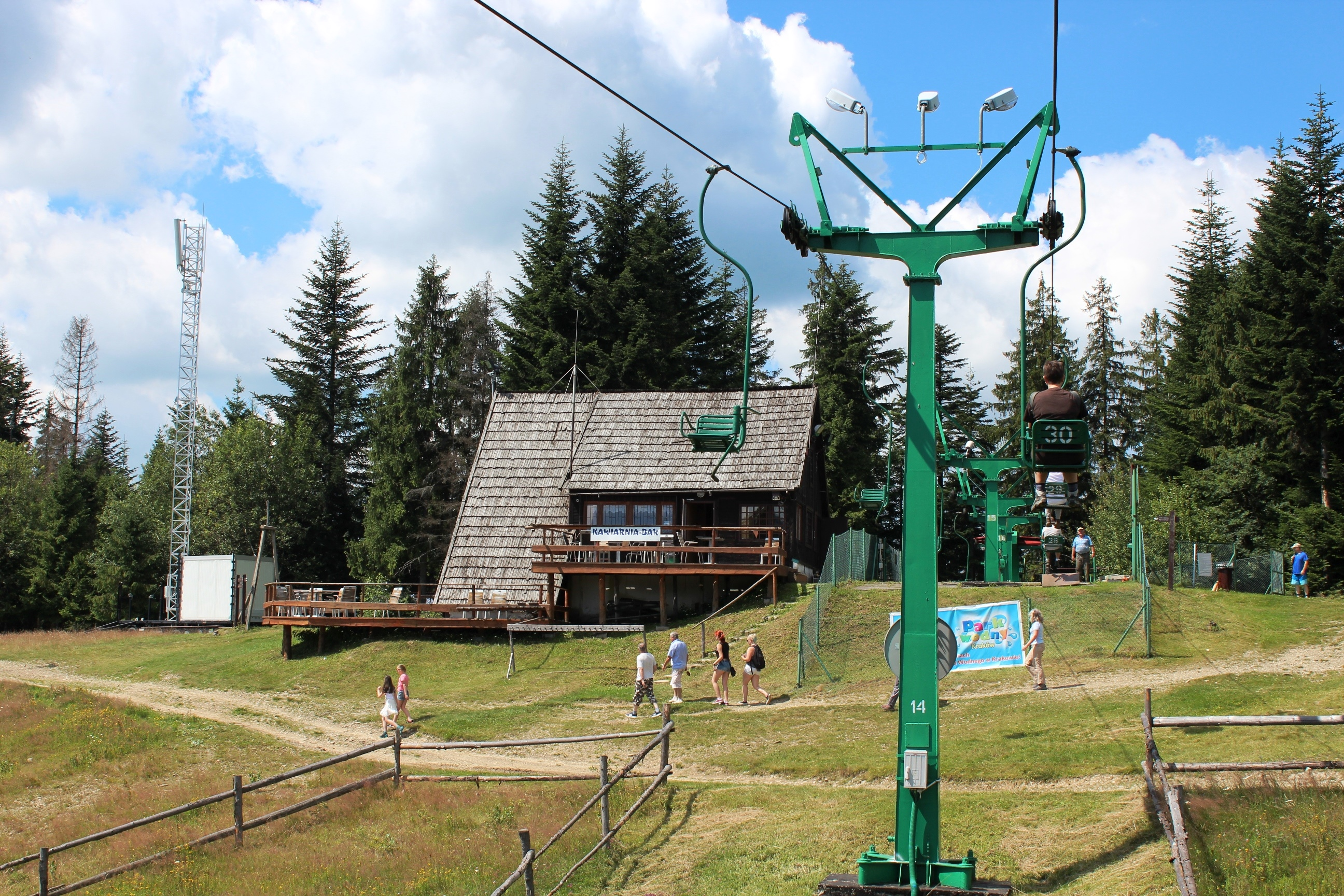
Dojazd do górnej stacji
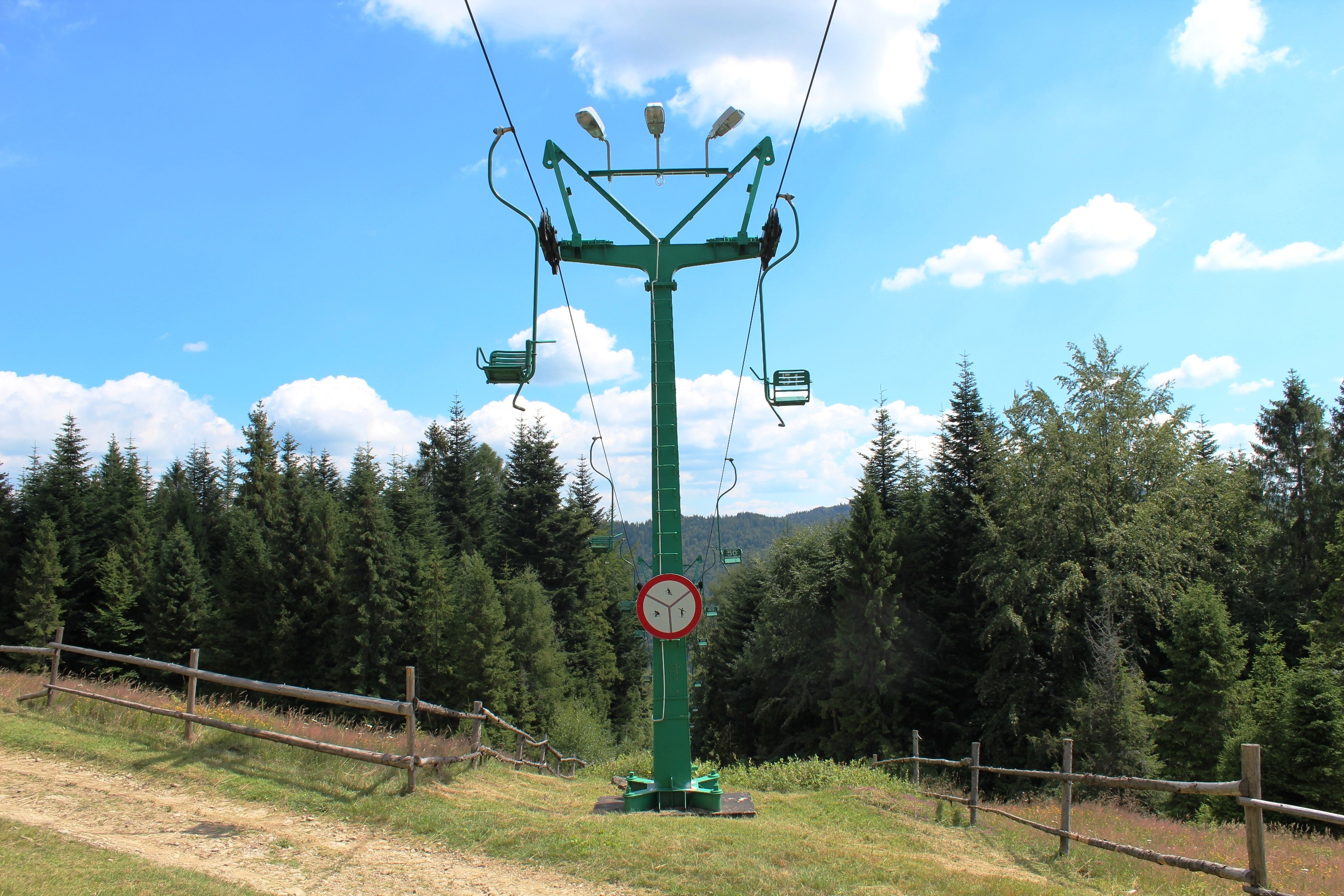
Zjazd z górnej stacji
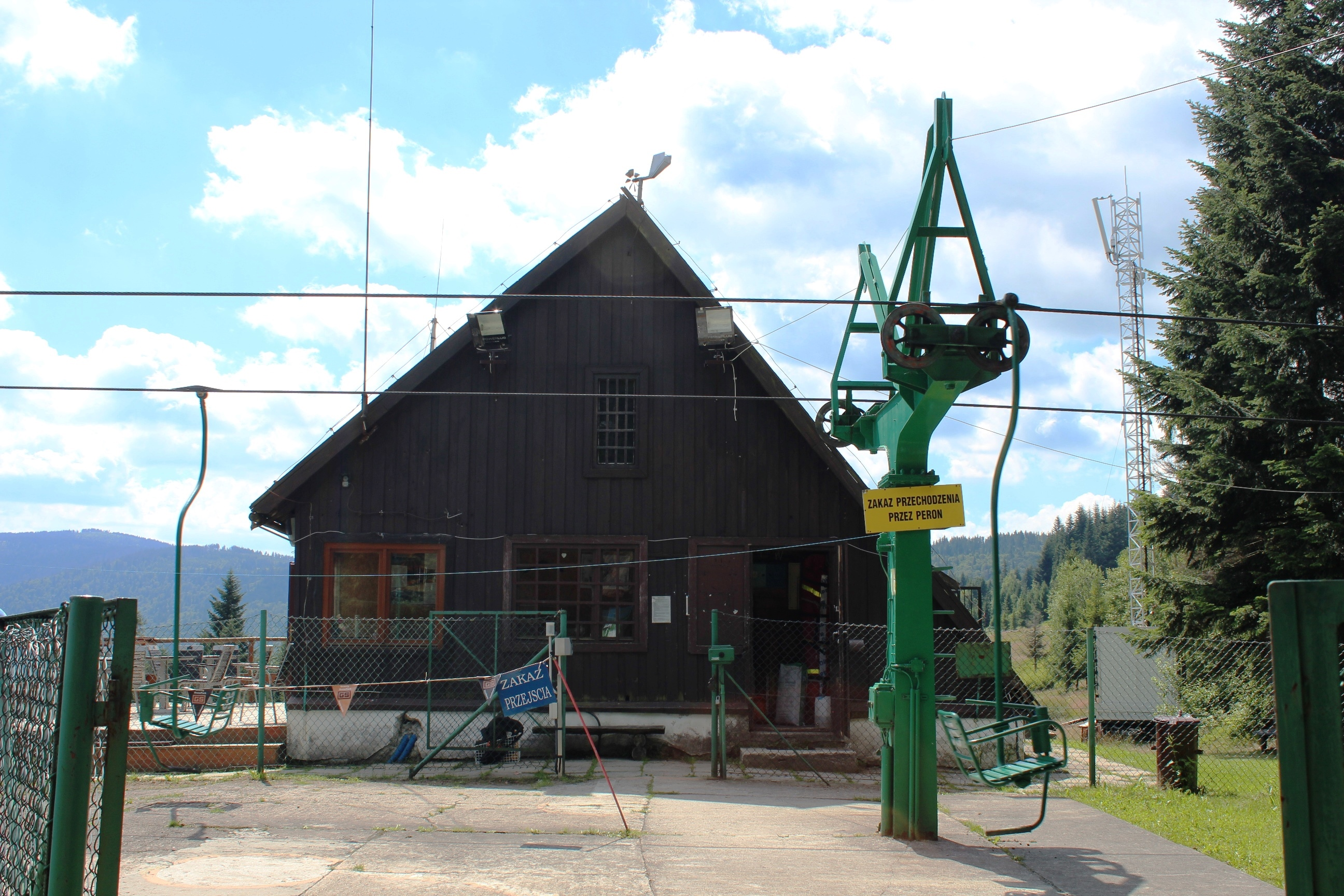
Budynek górnej stacji
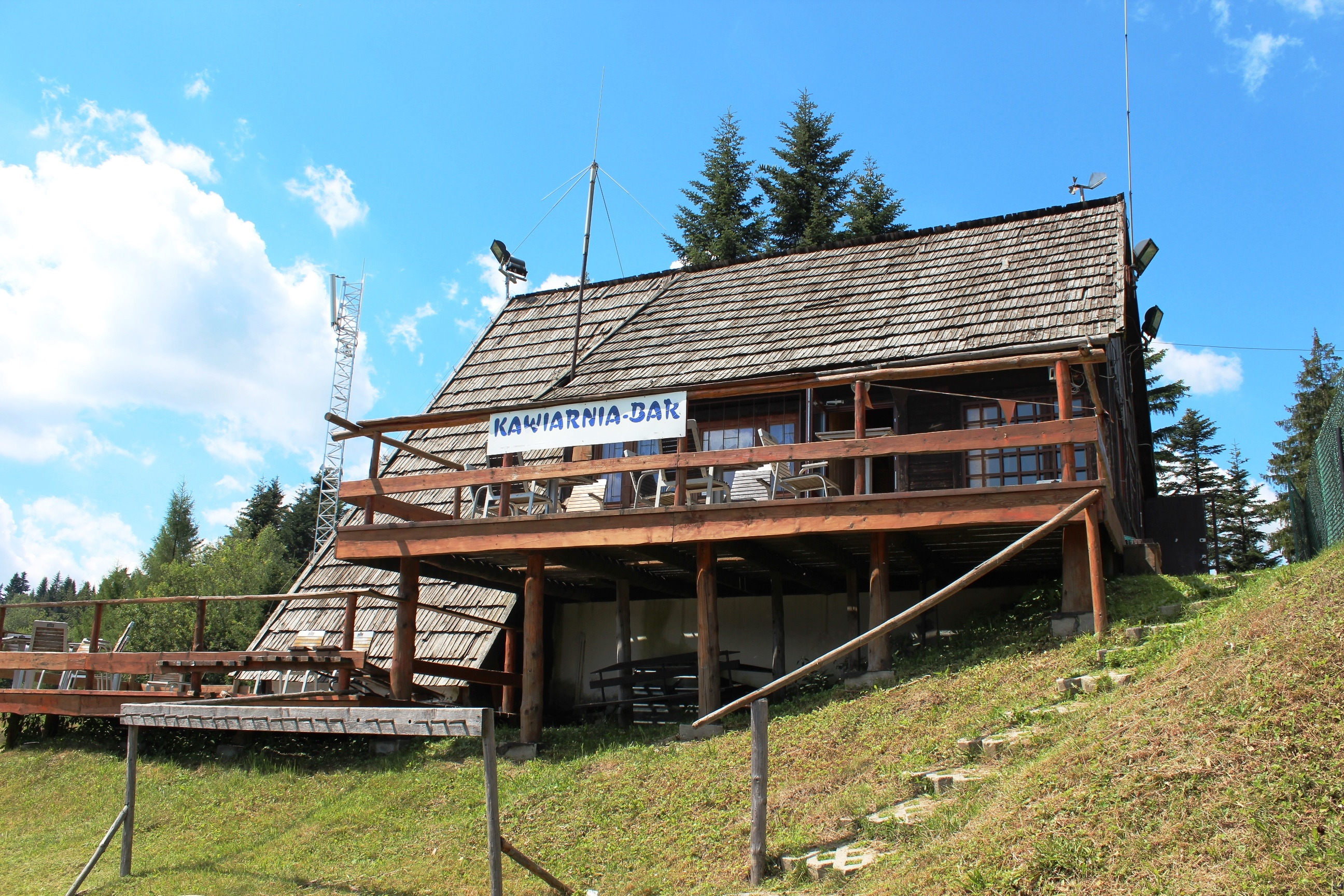
Kawiarnia w budynku górnej stacji
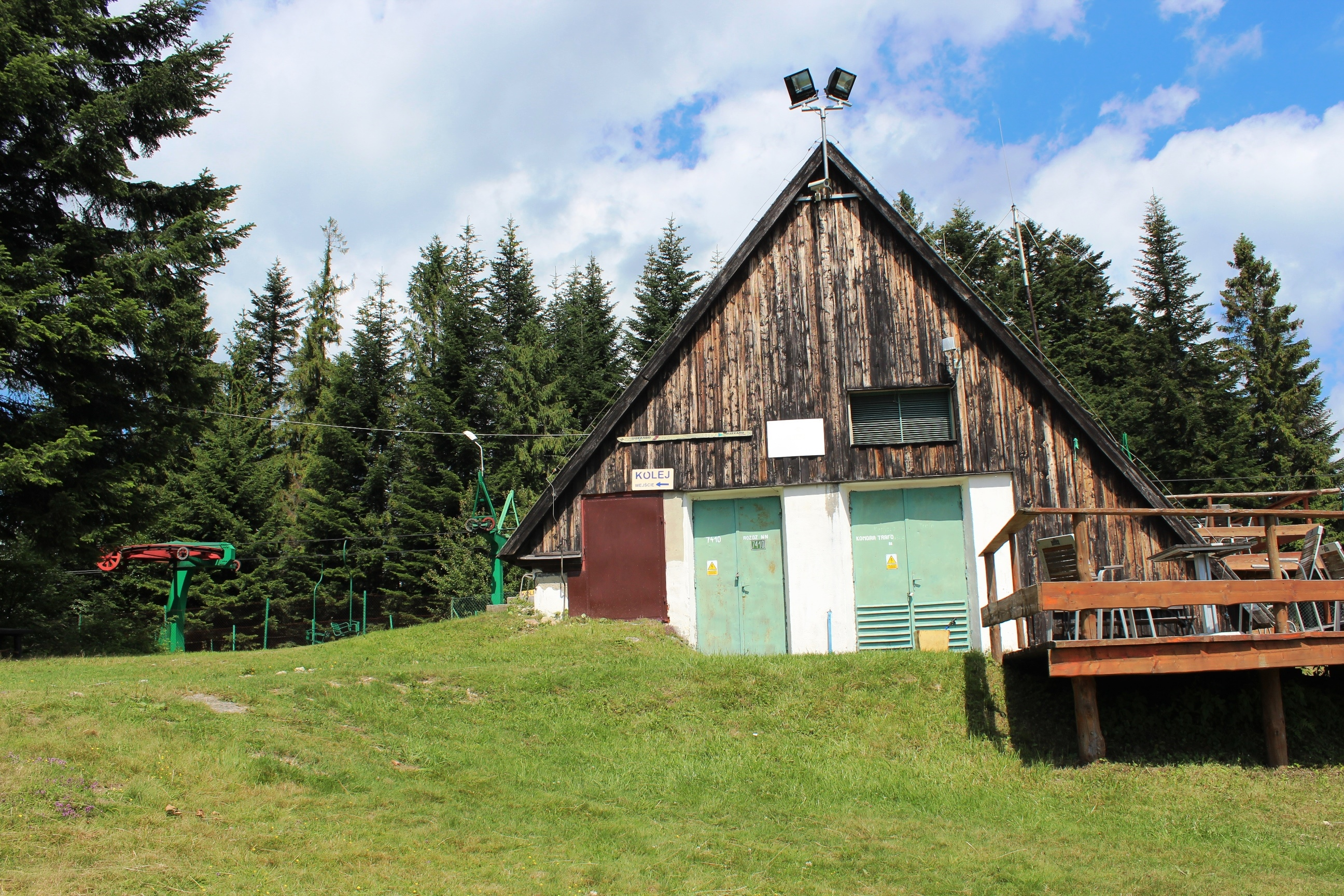
Część techniczna budynku górnej stacji